# 스베틀라나 바바니나
스베틀라나 빅토로브나 바바니나(러시아어: Светла́на Ви́кторовна Баба́нина, 1943년 2월 4일 ~ )는 소련의 은퇴한 수영 선수로 1964년과 1968년 하계 올림픽에 출전했다. 그녀는 1964년 올림픽때 400m 혼계영과 200m 평영에서 동메달을 획득한 반면, 1968년 올림픽때 100m 평영과 200m 평영에서 각각 7위와 6위를 했다. 바바니나는 1965년 유니버시아드 대회 200m 평영에서 우승했다. 그녀는 1962년과 1966년 유럽 선수권 대회에 출전했지만, 메달을 따지 못했다. 1964년부터 1965년까지 그녀는 100m 평영에서 2개의 세계 기록을 세웠다.